# L'Étalon de guerre
L'Étalon de guerre (Eagle's Wing) est un film britannique réalisé par Anthony Harvey, sorti en 1979.

## Synopsis
Pike, un jeune trappeur, mène une vie heureuse et libre auprès de ses deux meilleurs amis, son cheval blanc et Henry, un autre trappeur. Tous deux fournissent en fourrures les tribus indiennes voisines. Alors qu'ils revenaient d'une livraison, ils sont attaqués et Henry meurt. Pike et son cheval partent à la recherche de leurs assaillants, bien décidés à venger leur ami, Henry.

## Fiche technique
- Titre : L'Étalon de guerre
- Titre original : Eagle's Wing
- Réalisation : Anthony Harvey
- Scénario : Michael Syson et John Briley
- Production : Ben Arbeid, Peter Shaw
- Musique : Marc Wilkinson
- Photographie : Billy Williams
- Costumes : Phyllis Dalton et Tim Hutchinson (non crédité)
- Montage : Lesley Walker
- Pays d'origine : Royaume-Uni
- Format : Couleurs - 2,35:1 - Mono
- Genre : Western
- Durée : 111 minutes
- Date de sortie : 1979

## Distribution
- Martin Sheen : Pike
- Sam Waterston : White Bull
- Harvey Keitel : Henry
- Stéphane Audran : La Veuve
- John Castle : Le Prêtre
- Caroline Langrishe : Judith
- Jorge Russek : Gonzalo
- Manuel Ojeda : Miguel
- Jorge Luke : Red Sky
- Pedro Damián : Jose
- Claudio Brook : Sanchez